# La Torre della Défense
(Micheline, Atto secondo)
La Torre della Défense è una commedia scritta in francese dal drammaturgo argentino Raúl Damonte Botana; in arte Copi.

## Trama
Una coppia di omosessuali (Luc e Jean) ormai stanca della convivenza, una vicina di casa drogata (Daphnée) e appena separata dal marito statunitense (John), un travestito mitomane (Micheline), e un giovane e bellissimo arabo (Ahmed) oggetto del desiderio di quasi tutti. È questo l'universo bizzarro nel quale si rivela tutta la poetica corrosiva e acre di Copi.
È la notte di capodanno del 31 dicembre 1976 e il surreale cenone a casa di Luc e Jean (un modernissimo appartamento di un grattacielo nel quartiere La Défense di Parigi) al quale partecipano i personaggi, si trasforma in un pretesto per svelare le illusioni, i sogni, le passioni amorose, i segreti dei disincantati e singolari protagonisti (che in comune hanno soprattutto un individualismo esasperato che è la causa della loro amara solitudine).